# Michaël Borremans

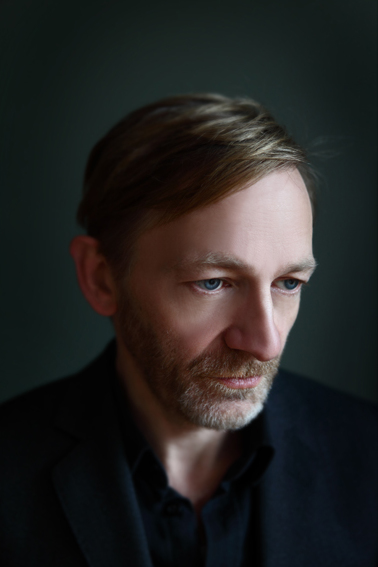
Michaël Borremans (2012)

Michaël Borremans (* 1963 in Geraardsbergen, Ostflandern, Belgien) ist ein belgischer Künstler und Filmemacher, der in Gent lebt und arbeitet.

## Leben
Borremans studierte an der flämischen, katholischen Hoogeschool voor Kunst en Wetenschappen Sint-Lucas in Gent. Obwohl er als Fotograf ausgebildet wurde, wandte er sich Mitte der 1990er Jahre der Zeichnung und der Malerei zu. Er benutzt unter anderem alte Fotografien von Menschen und Landschaften, um sie nach seinen Vorstellungen zu verfremden.
Borremans war bis zu seinem künstlerischen Durchbruch Lehrer am Städtischen Höheren Kunstinstitut der Stadt Gent. Einer seiner frühesten Sammler war der Maler Jan Van Imschoot, der seine Zeichnungen und Gemälde, die in einer Kneipe in Kalken zu sehen waren, ankaufte. Darüber hinaus machte Van Imschoot Borremans mit Jan Hoet, dem Gründer des S.M.A.K., des Stedelijk Museum voor Actuele Kunst in Gent, bekannt.
Er trat auch in Luca Guadagninos Spielfilm Queer (2024) auf.

## Preise und Auszeichnungen
- 2008: Overbeck-Preis für Bildende Kunst
- 2011–2012: Vlaamse Cultuurprijs voor Beeldende Kunst

## Ausstellungen (Auswahl)
- 2004: Teilnahme an der Manifesta 5, Europäische Biennale für Gegenwartskunst in San Sebastian, Baskenland, Spanien.

Einzelausstellungen
- 2004: Museum für Gegenwartskunst (Basel), Basel. Später im S.M.A.K und im Cleveland Museum of Art, Cleveland, Ohio, USA.
- 2005: The Performance, im The Parasol Unit Foundation for Contemporary Art, London, danach in Dublin in der Royal Hibernian Academy, Gallagher Gallery.
- 2005: Paintings and Drawings, Stedelijk Museum voor Actuele Kunst (S.M.A.K.), Gent, Belgien.
- 2006: in New York bei David Zwirner Gallery und La Maison Rouge, Paris.
- 2007: De Appel (De Appel Centre for Contemporary Art), Amsterdam.
- 2009: Kestnergesellschaft, Hannover.
- 2011: Eating the Beard, Württembergischer Kunstverein, Stuttgart.
- 2014: As sweet as it gets, BOZAR, Brüssel[1], danach Tel Aviv Museum of Art und Dallas Museum of Art. Katalog.
- 2015: Black Mould, David Zwirner Gallery, London.[2]

## Werke im Besitz von Sammlungen
- Museum of Modern Art (MOMA), New York City, New York.

## Werke im öffentlichen Raum
- 2014: De maagd, Fresko 60 × 70 cm am Glockenturm/Campanile in Gent.